# Cekov
Cekov là một làng thuộc huyện Rokycany, vùng Plzeňský, Cộng hòa Séc.